# Alfred Weidenmann

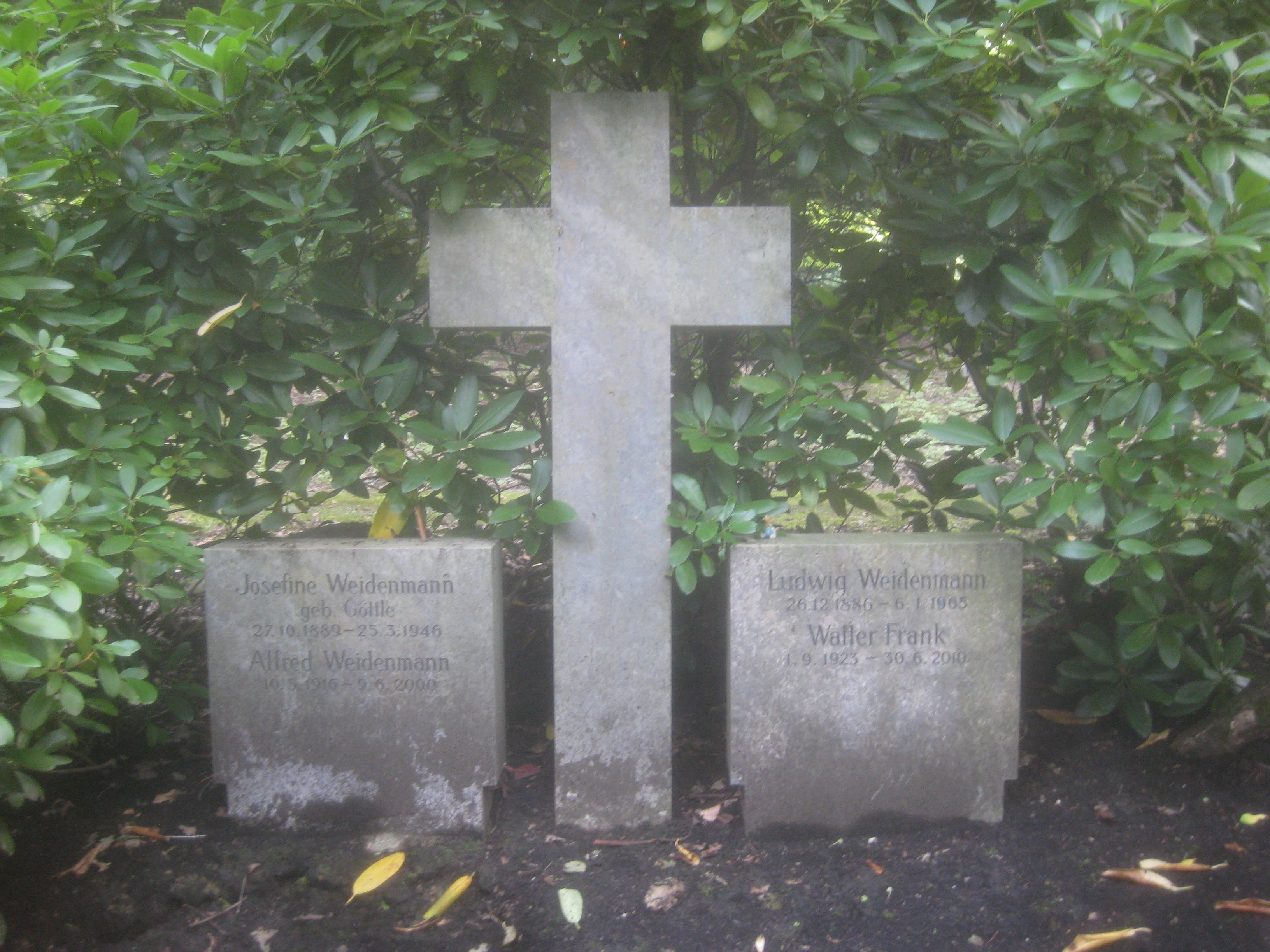
Tomba d'Alfred Weidenmann

Alfred Weidenmann (Stuttgart, 10 de maig de 1916 - Zúric, 9 de juny de 2000) va ser un guionista i director de cinema alemany. Va dirigir 36 pel·lícules entre 1942 i 1984.

## Biografia
Fill d'un empresari, va estudiar pintura i disseny gràfic a l'acadèmia. El seu primer llibre, Jungzug 2, sobre les Joventuts Hitlerianes, es va publicar el 1936 i el va seguir Bücher der Jungen el 1940. Aquest mateix any es va incorporar a la Wehrmacht i va combatre a França i Rússia abans de ser llicenciat.
El 1942 va treballar com a director i guionista per l'empresa Junges Europa. El 1945 va ser capturat per l'Exèrcit Roig durant la presa de Berlín. Després del seu alliberament, el 1953 va començar a realitzar pel·lícules culturals recompensades amb diversos premis. Al mateix temps, també publica diversos llibres per a joves.
Als anys setanta es va convertir en director de diverses sèries de televisió alemanyes, com Derrick o Der Kommissar. El 1984 es va traslladar a Zuric (Suïssa).

## Filmografia

### Cinema
- 1942: Hände hoch
- 1944: Junge Adler
- 1945: Die Schenke zur ewigen Liebe
- 1949: Wir bummeln um die Welt
- 1953: Ich und Du
- 1954: Canaris
- 1955: Der Himmel ist nie ausverkauft
- 1955: Alibi
- 1956: Kitty und die große Welt
- 1957: Der Stern von Afrika
- 1958: Solange das Herz schlägt
- 1958: Scampolo
- 1959: Buddenbrooks
- 1960: Bumerang
- 1960: An heiligen Wassern
- 1962: Julia, Du bist zauberhaft
- 1962: Ich bin auch nur eine Frau
- 1963: Das große Liebesspiel
- 1964: Verdammt zur Sünde
- 1965: Du suif dans l'Orient-Express
- 1965: Die Herren
- 1965: Belles d'un soir
- 1966: Ich suche einen Mann
- 1966: Maigret fait mouche
- 1970: Unter den Dächern von St. Pauli
- 1971: Das Freudenhaus
- 1973: ...aber Jonny!
- 1978: Der Schimmelreiter

### Televisió
- 1966: Commissaire Maigdenhausret
- 1969: Pistolen-Jenny
- 1972: Das Abenteuer eine Frau zu sein
- 1973: Eine Frau bleibt eine Frau
- 1975: Der Kommissar
- 1975-1998: Derrick
- 1977: Sanfter Schrecken
- 1978: Unsere kleine Welt
- 1978: Der Große Karpfen Ferdinand und andere Weihnachtsgeschichten
- 1982: Sonderdezernat K1
- 1983: Unsere schönsten Jahre
- 1984: Mensch ohne Fahrschein
- 1999: Der Alte

## Reconeixements
- 1955: Preu d'or del Festival de Cinema Alemany per Canaris, seleccionada al Festival Internacional de Cinema de Sant Sebastià 1956.
- 1962: Selecció oficial del 15è Festival Internacional de Cinema de Canes per Julia, Du bist zauberhaft